# Krewella
Krewella is een Amerikaanse electropopband. De groep werd in Nederland voornamelijk bekend dankzij hun singles Alive en Legacy (met Nicky Romero).

## Leden
- Jahan Yousaf (27 Augustus, 1989)
- Yasmine Yousaf (18 Februari, 1992)

## Bandcarrière
Op 8 juni 2010 besloot de groep te stoppen met school, om zich volledig te kunnen richten op het maken van muziek. Omdat dit een belangrijke dag was voor het drietal besloten ze tevens om hier tatoeages van te laten zetten. 
In juni 2012 kwam Krewella met de EP Play Hard. De muziek hierop is een mix van electropop en dubstep, met regelmatig invloeden van drum and bass en progressive house. 
De groep was weer in de studio om hun eerste volle-lengte album Get Wet op te nemen, dat op 24 september 2013 verscheen. In 2014 was er onenigheid in de band en heeft Kris Trindl de band verlaten. Op 31 januari 2020 verscheen het tweede album Zer0. 4 Maart 2022 verscheen het derde album The Body Never Lies.
Krewella's nummer Live For The Night is onder andere te horen in de film Carrie.

## Discografie

### Albums
- Get Wet (2013)
- Zer0 (2020)
- The Body Never Lies (2022)

### Singles
| Single met eventuele hitnotering(en) in de Nederlandse Top 40 | Datum van verschijnen | Datum van binnenkomst | Hoogste positie | Aantal weken | Opmerkingen      |
| ------------------------------------------------------------- | --------------------- | --------------------- | --------------- | ------------ | ---------------- |
| Alive (Hardwell remix)                                        | 2013                  | 08-06-2013            | tip1            | -            | met Hardwell     |
| Legacy                                                        | 2013                  | 31-08-2013            | tip10           | -            | met Nicky Romero |
| United Kids of the World                                      | 18-11-2013            | 23-11-2013            | tip10           | -            | met Headhunterz  |

| Single met hitnotering(en) in de Vlaamse Ultratop 50 | Datum van verschijnen | Datum van binnenkomst | Hoogste positie | Aantal weken | Opmerkingen |
| ---------------------------------------------------- | --------------------- | --------------------- | --------------- | ------------ | ----------- |
| Alive                                                | 2012                  | 13-04-2013            | tip24           | -            |             |

1. ↑  (en) Eriq Gardner, EDM Superstars Krewella Claim Kris Trindl Was ‘Pretending to DJ,’ Dispute His Sobriety. The Hollywood Reporter LLC (21 november 2014). Gearchiveerd op 10 maart 2022. Geraadpleegd op 10 maart 2022.